# SC 마그데부르크
SC 마그데부르크(독일어: SC Magdeburg)는 독일 작센안할트주 마그데부르크를 연고로 하는 종합 스포츠 클럽이다. 1955년에 동독 정부의 지원으로 창단되었으며 1965년까지는 SC 아우프바우 마크데부르크(독일어: SC Aufbau Magdeburg)로 불렸다.
클럽 산하에 핸드볼, 카누, 육상, 조정, 수영, 체조, 수구팀이 운영되고 있으며 이전에는 축구팀도 존재했으나 1965년에 1. FC 마그데부르크로 분리되었다.